# Pseudophryne raveni
Pseudophryne raveni é uma espécie de anfíbio da família Myobatrachidae.
É endémica da Austrália.
Os seus habitats naturais são: florestas temperadas, florestas secas subtropicais ou tropicais, rios, rios intermitentes, marismas de água doce e marismas intermitentes de água doce.